# 1440'erne
Århundreder: 14. århundrede – 15. århundrede – 16. århundrede
Årtier: 1390'erne 1400'erne 1410'erne 1420'erne 1430'erne – 1440'erne – 1450'erne 1460'erne 1470'erne 1480'erne 1490'erne
År: 1440 1441 1442 1443 1444 1445 1446 1447 1448 1449
Begivenheder
Personer